# Sitara-i-Imtiaz

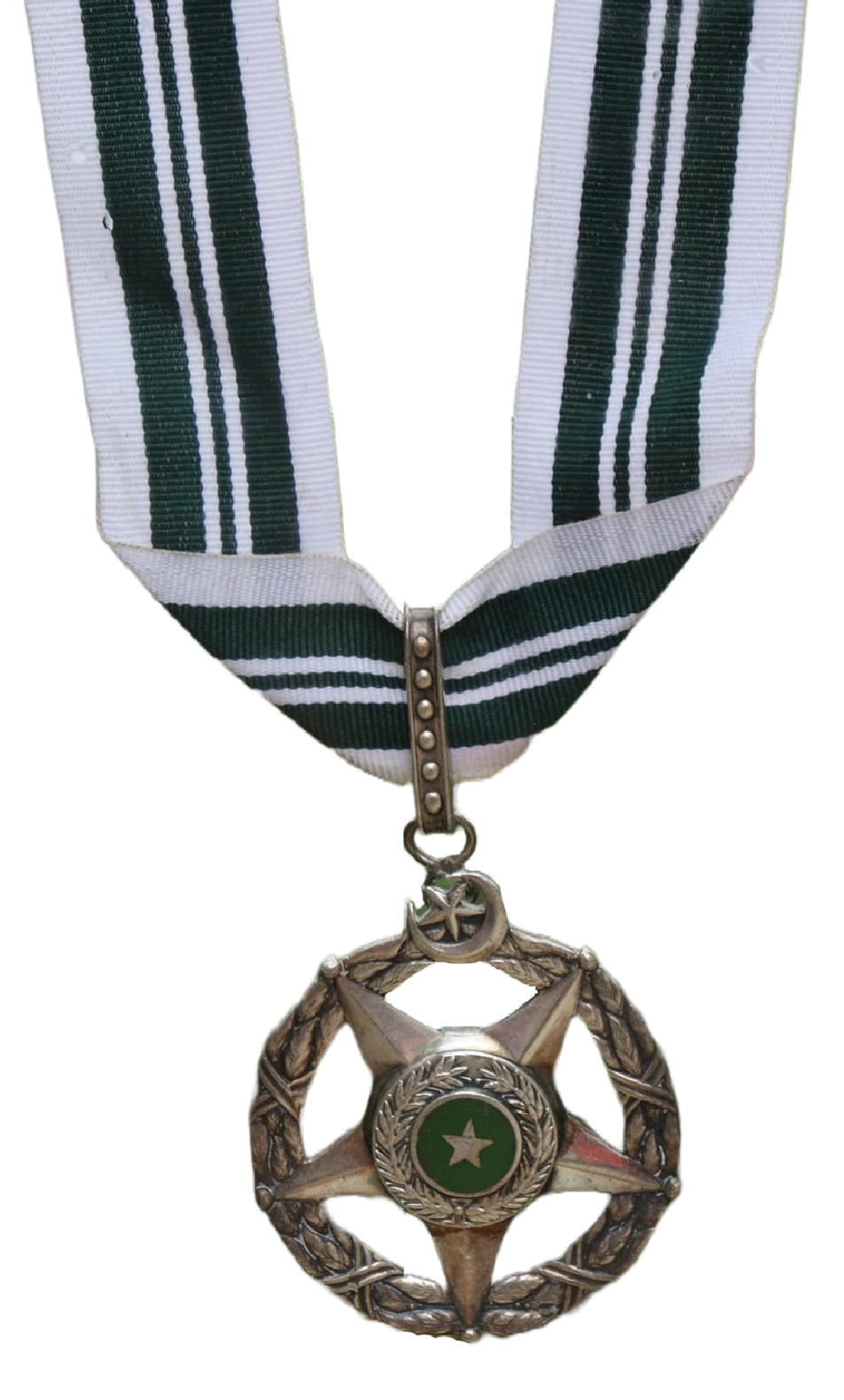
Imagem do prêmio.

Sitara-i-Imtiaz (Urdu: ستارۂ امتياز), também chamado como Sitara-e-Imtiaz, é a terceira maior homenagem e prêmio civil no Paquistão. Reconhece os indivíduos que fizeram uma "contribuição especialmente meritória para a segurança ou os interesses nacionais do Paquistão, a paz mundial, a cultura ou outros empreendimentos públicos significativos".